# 锡涅戈尔卡河
锡涅戈尔卡河（俄语：Река Синегорка），前称刀兵河子（羅馬化：Reka Daubikheza），是滨海边疆区的河流，源起蓝岭禿山，长52公里，流域面积1360平方公里，自西向东流，在距刀兵河口118公里处注入刀兵河。夏季多洪水，水位最多上涨达2至3米。在河口17里处季哈亚河汇入。落差306米，宽10至30米，深0.3至1.5米。11月上旬开始结冰，冰最厚70厘米，4月上旬化冻，下游凌汛持续3至4天。河边有ЛЗП-3村。

## 引用
1. ↑  А·П·穆拉诺夫. . 列宁格勒: 气象出版社. 1966 （俄语）.
2. ↑  . 列宁格勒: 气象出版社 （俄语）.
3. ↑  Т·А·基谢尔科瓦娅. . 列宁格勒: 气象出版社. 1977 （俄语）.
4. ↑  . primpogoda.ru.   [2023-08-15]. （原始内容存档于2023-08-15） （俄语）.